# NGC 6050
NGC 6050 est constitué d'une paire de galaxies spirales située dans la constellation d'Hercule. La galaxie la plus au nord est PGC 57058 et l'autre est PGC 57053. NGC 6050 a été découverte par l'astronome américain Lewis Swift en 1886. La paire a aussi été observée par l'astronome Swift deux années plus tard, soit le 3 juin 1888, et elle a été inscrite à l'Index Catalogue sous la cote IC 1179.

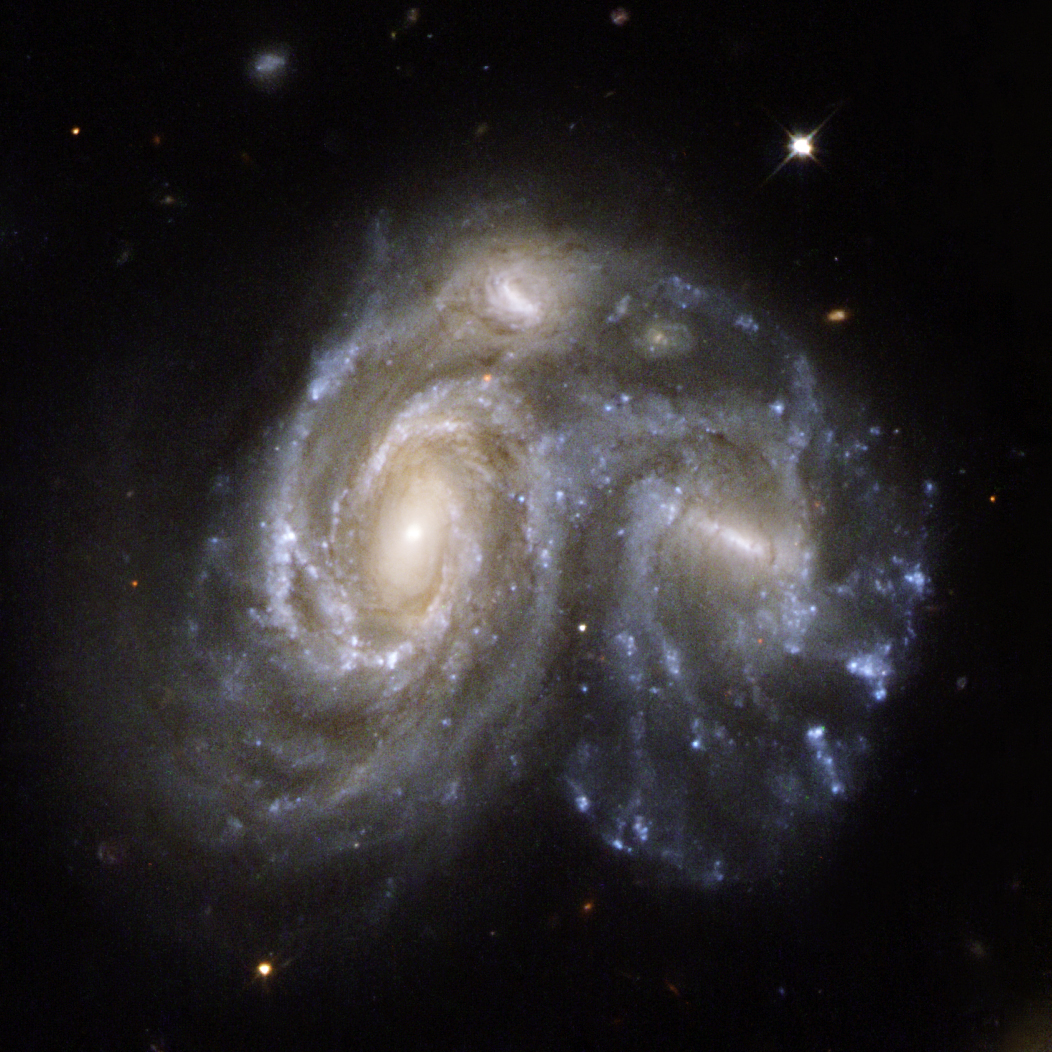
NGC 6050 par le télescope spatial Hubble.

PGC 57058 est la galaxie la plus brillante et la plus vaste de la paire. Ses caractéristiques apparaissent en premier dans l'encadré à droite. Sa vitesse par rapport au fond diffus cosmologique (FDC) est de 9 659 ± 7 km/s, ce qui correspond à une distance de Hubble de 142 ± 10 Mpc (∼463 millions d'al). C'est une galaxie spirale ordinaire, bien que Wolfgang Steinicke et la base de données HyperLeda la classe comme une spirale barrée (SBc). L'image provenant du télescope spatial Hubble ne montre pas vraiment de barre au centre de PGC 57058.
PGC 57053 est une galaxie spirale barrée et cette barre est bien visible sur les images de NGC 6050. La vitesse par rapport au FDC de PGC 57053 est de 11 123 ± 7 km/s, ce qui correspond à une distance de Hubble de 164 ± 11 Mpc (∼535 millions d'al). Bien que toutes les sources consultées mentionnent qu'il s'agit d'une paire de galaxies en interaction, et même d'une collision entre deux galaxies spirales, on notera une différence étonnante de 22 ± 21 Mpc entre ces deux distances.
À ce jour, quatre mesures non basées sur le décalage vers le rouge (redshift) donnent une distance pour PGC 57058 de 151,500 ± 17,137 Mpc (∼494 millions d'al), ce qui est à l'intérieur des valeurs de la distance de Hubble.
NGC 6050 fait partie du superamas d'Hercule. Steinicke utilise la désignation DRCG 34-... pour plusieurs galaxies du superamas d'Hercule. Cette désignation indique que ces galaxies figurent au catalogue des amas galactiques d'Alan Dressler. Le nombre 34 correspond au 34e amas du catalogue, soit Abell 2151, et les chiffres suivant 34 et le tiret indiquent le rang de la galaxie dans la liste.
Pour NGC 6050 la base de données NASA/IPAC utilisent les désignations suivantes : 
- ABELL 2151:[D80] 155  pour le catalogue de Dressler ;
- ABELL 2151:[BO85] 018 pour le l'article de Butcher et Oemler[11] ;
- ABELL 2151:[MGT95] 096 pour l'article Maccagni, Garilli et Tarenghi[12].

## Arp 272
Cette paire de galaxies figurent dans l'atlas des galaxies particulières d'Halton Arp sous la cote Arp 272. Les deux galaxies spirales sont reliées par leurs bras. On notera sur les images de NGC 6050 la présence d'une troisième galaxie au nord des deux galaxies d'Arp 272. Il s'agit de PGC 4019986. On doit entrer la désignation SDSS J160522.5+174535 dans les bases de données pour atteindre les renseignements de cette galaxie. La vitesse de celle-ci par rapport au FDC est de 10 343 ± 7 km/s, ce qui correspond à une distance de Hubble de 153 ± 11 Mpc (∼499 millions d'al). Cette petite galaxie est donc peut-être aussi en interaction avec le couple de galaxies.

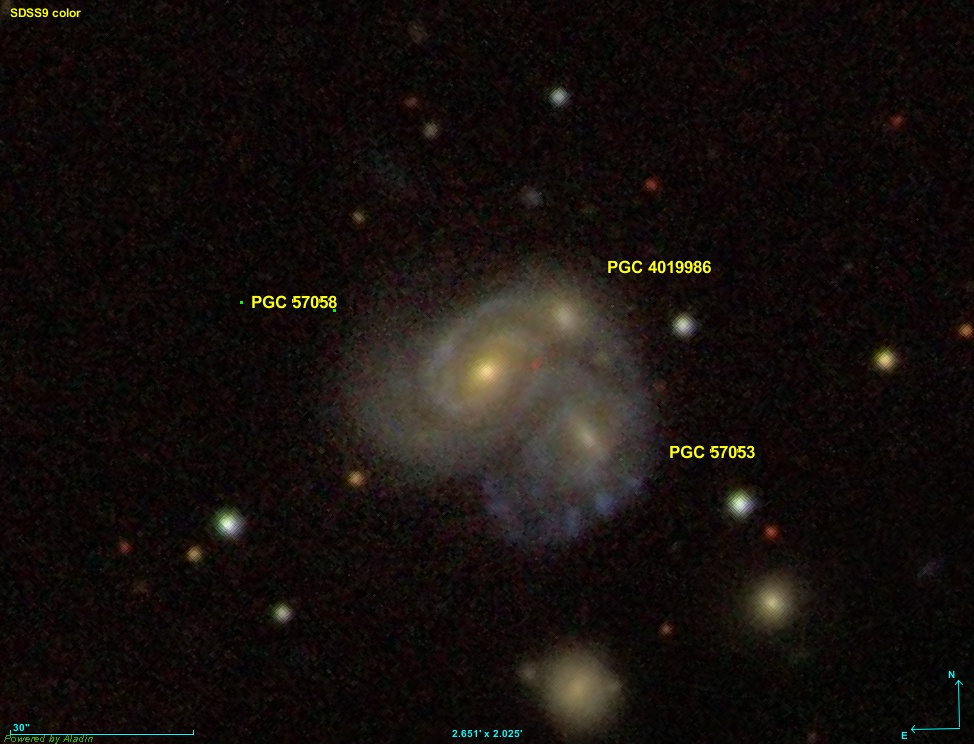
Arp 272. Une troisième galaxie est visible au nord d'Arp 272.